# モラサン県

サン・フェルナンドのエル・チョレロン

モラサン県(モラサンけん、スペイン語：Departamento de Morazán)(スペイン語発音: [moɾaˈsan])は、エルサルバドル北東部の県。
県都はサン・フランシスコ・ゴテラ。
2016年の人口は20万1374人で、全国の3.1%を占め、14県中12位。
面積は1447.4km2で、全国の6.9%を占め、14県中7位。
人口密度は139.1人/km2。

## 人口
- 1992年9月27日：16万146人
- 2007年6月30日：18万7306人
- 2012年6月30日：19万3044人
- 2016年6月30日：20万1374人

## 隣接県
- 北：ラ・パス県
- 東：ラ・ウニオン県
- 南〜西：サン・ミゲル県

## 歴史
1875年、ゴテラ県が設置され、県都はオシカラに置かれた。
1877年2月8日、サン・フランシスコ・ゴテラに県都が移された。
3月14日、モラサン県に改名された。
1980年から1992年のエルサルバドル内戦では、モラサン県は左翼ゲリラの重要拠点となった。
1981年12月11日、軍事政権がファラブンド・マルティ民族解放戦線に対し、エル・モゾテの虐殺を行い、約1200人を殺害した。

## 観光

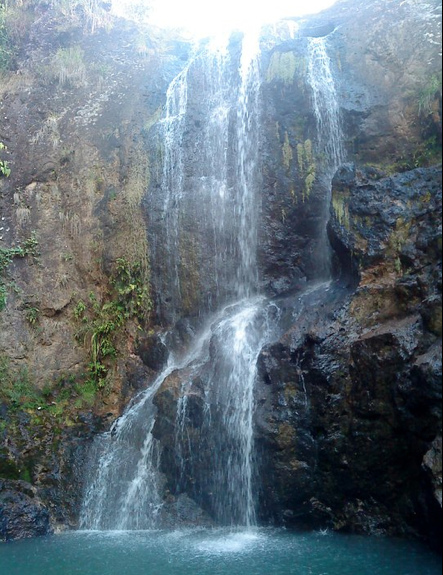
ペルキンのルラノ・デル・ムエルト滝

- 革命博物館：ペルキン（英語版）村に有る。
- サポ川：エコツーリズムの名所。
- 聖魂洞窟（英語版）
- ペルキン村：ヨーロッパ人による征服以前にレンカ族が建設した。

## 経済

### 農業
- 雑穀
- 砂糖黍
- エネケン
- 牧草
- 果樹
- バナナ
- カカオ
- 珈琲

### 畜産
- 牛
- 馬
- 羊
- 驢馬

## 主要都市
人口は2016年6月30日の値。
1. サン・フランシスコ・ゴテラ（英語版）：2万6771人(県都)
2. コリント（英語版）：1万7201人
3. グアタヒアグア（英語版）：1万3541人
4. サン・サイモン（英語版）：1万2989人
5. ソシエダー（英語版）：1万2145人
6. チランガ（英語版）：1万1507人
7. カカオペラ（英語版）：1万1505人
8. ホコロ（英語版）：1万1108人
9. オシカラ（英語版）：1万643人(旧県都)